# Kazuya Maekawa
Kazuya Maekawa (前川 和也, Maekawa Kazuya, Hirado, 22 maart 1968) is een Japans voormalig voetballer die als doelman speelde.

## Clubcarrière
Maekawa speelde tussen 1986 en 2001 voor Sanfrecce Hiroshima en Oita Trinita.

## Interlandcarrière
Maekawa debuteerde in 1992 in het Japans nationaal elftal en speelde 17 interlands.

## Statistieken
| Japans voetbalelftal | Japans voetbalelftal | Japans voetbalelftal |
| Jaar                 | Wed.                 | Dlp.                 |
| -------------------- | -------------------- | -------------------- |
| 1992                 | 3                    | 0                    |
| 1993                 | 2                    | 0                    |
| 1994                 | 2                    | 0                    |
| 1995                 | 5                    | 0                    |
| 1996                 | 5                    | 0                    |
| Totaal               | 17                   | 0                    |